# Сербилово
Серби́лово — село в Гаврилово-Посадском районе Ивановской области России, входит в состав Осановецкого сельского поселения.

## География
Село расположено на берегу реки Кукса в 11 км на юго-восток от центра поселения села Осановец и в 6 км на юго-запад от райцентра города Гаврилов Посад.

## История
Под названием Вербилово описываемое село упоминается в «Описи укреплений города Владимира 1674 года». При селе Сербилове находился мужской монастырь, именовавшийся Спасо-Кукоцким. Из бумаг, хранившихся при церкви, видно, что Спасо-Кукоцкий монастырь существовал уже в XVII столетии. В частности, он упоминается в выписи из Суздальских книг 1628 года. При учреждении штатов монастырь этот был закрыт и обращён в приходскую церковь. Деревянная церковь монастыря за ветхостью была разобрана в тридцатых годах XIX века, и вместо неё устроен во Введенской церкви тёплый придел в честь Покрова Пресвятой Богородицы. Монастырю принадлежали две каменные церкви. Одна из них — летняя в честь Преображения Господня, построенная в 1673 году. Другая — зимняя — в честь Введения Пресвятой Богородицы, с приделом в честь Покрова Пресвятой Богородицы, построена в конце XVII столетия. При церквах имелась каменная колокольня, построенная в конце XVII века и каменная ограда.
В 1893 году приход состоял из села Сербилово (85 дворов), сельца Осанково и деревни Лбово. Всех дворов в приходе 144, мужчин — 398, женщин — 459. С 1886 года в селе существовала земская народная школа.
В конце XIX — начале XX века село входило в состав Гавриловской волости Суздальского уезда Владимирской губернии.
С 1929 года село являлось центром Сербиловского сельсовета Гаврилово-Посадского района, с 1954 года — в составе Лычёвского сельсовета, с 2005 года — в составе Осановецкого сельского поселения.

## Население
| 1859 | 1905 | 2010 |
| ---- | ---- | ---- |
| 355  | ↗471 | ↘28  |

## Достопримечательности
В селе расположен Спасо-Кукоцкий монастырь с действующими собором Спаса Преображения (1673) и церковью Введения во храм Пресвятой Богородицы